# Кузин, Николай Григорьевич
Николай Григорьевич Кузин (2 декабря 1941, д. Александровка, Кутузовский район, Куйбышевская область, РСФСР, СССР — 10 апреля 2008, Екатеринбург, Россия) — российский критик, литературовед, публицист.

## Биография
Родился 2 декабря 1941 года в деревне Александровка Кутузовского района Куйбышевской области (ныне — Кошкинский район Самарской области) в семье фронтовика-разведчика.
Окончил строительно-дорожный техникум, филологический факультет УрГУ им. А. М. Горького и Высшие литературные курсы при Союзе писателей СССР.
В течение многих лет являлся секретарем и членом правления Союза писателей России. Автор многочисленных статей (в журналах «Наш современник», «Молодая гвардия», «Урал», в «Литературной газете» и т. д.), книг и стихотворных сборников лирического и ярко выраженного гражданского содержания, которые выходили в Москве и Екатеринбурге (Свердловске). В поле его профессиональных интересов — творчество А. Платонова, Ф. Абрамова, В. Белова, В. Распутина, В. Шукшина, В. Лихоносова, В. Потанина и др.
Член Союза писателей России с 1977 года, член правления и Приемной Коллегии Союза писателей России с 1990 года.
В 1990 году подписал «Письмо 74-х».
Долгие годы жил и работал в Свердловске/Екатеринбурге.
Скончался 10 апреля 2008 года. Похоронен в Екатеринбурге на Широкореченском кладбище.

## Труды
- Поэзия рабочего Урала. Литературно-критические очерки (три издания — 1974, 1978, 1986)
- Диалог с временем: Литературно-критические статьи и очерки. — Свердловск, 1983.
- В мире самого трудного. — М.,1985.
- Плещеев (Серия ЖЗЛ, 1988)
- Решение. — М., 1994.
- …Страдать и радоваться тысячью сердец… Очерк жизни и творчества Д. Н. Мамина-Сибиряка (2002)
- И про Сталина, и про Россию. Полемические исследования (2004)
- Знаменитые и не очень. Из воспоминаний (2007)
- Спутники извечные мои… Избранные заметки о русских писателях. Проза. Стихи. — Екатеринбург, 2008.